# Antoni Padilla i Montoliu
Antoni Padilla i Montoliu (Sabadell, Vallès Occidental, 8 de desembre de 1977) és un periodista esportiu català. Des de 2010 és el cap d'Esports del diari Ara. A banda, col·labora en diversos mitjans; de manera regular amb Bein Sports, RAC 1, Catalunya Ràdio, J Sports i Fot-li Pou. És membre fundador de la revista Panenka i membre del consell editorial. També és fundador del projecte Marcadorint. En el passat ha col·laborat en altres mitjans com Vilaweb, TV3, Barça TV o Radio Marca.
Va començar a Matadepera Ràdio, on transmetia partits del CE Sabadell amb Carles Fité. Més tard va entrar com a redactor d'esports al diari El 9 Nou, per integrar-se a la redacció d'esports del Vallès Occidental. El 2001 va formar part de l'equip fundacional de la nova Ràdio Sabadell, on va treballar durant sis mesos participant en les retransmissions dels partits del Sabadell, així com presentant un informatiu els caps de setmana.
Després de compaginar els estudis d'Història a la Universitat Autònoma de Barcelona, el 2002 va deixar Ràdio Sabadell per passar a format part de l'equip fundador d'El 9 Esportiu. Inicialment va escriure a la secció de poliesportiu, després va passar a futbol i finalment va passar a ser subcap de la informació del FC Barcelona i cap de la secció Futbol. Un text seu va ser escollit per a la prova de comentari de text al examen de selectivitat de l'any 2006.
Va ser el responsable del programa Bon cop de cap de Vilaweb TV i d'un programa d'estiu a Barça TV el 2010. A l'octubre de 2010 s'incorporà com a cap d'Esports al diari d'informació general en català Ara que es començà a distribuir el 28 de novembre del 2010. En aquest mitjà també ha publicat reportatges en altres seccions, especialment aquells destinats a recuperar la memòria de figures històriques poc conegudes.
Padilla va participar en la creació de la revista Panenka, de la qual forma part del consell editorial. Durant sis anys va ser subdirector del programa de Ràdio Marca Marcador internacional, presentat per Àxel Torres, programa que va ser la llavor del projecte de periodisme Marcadorint.com.
El 2009 va començar a col·laborar a Gol Televisión com a comentarista de partits de futbol internacional. Amb el naixement de la televisió Bein Sports, va passar a comentar partits de la lliga espanyola i la lliga italiana, així com a formar part de l'equip de tertulians. Padilla és tertulià de RAC1 i col·labora amb La transmissió d'en Puyal de Catalunya Ràdio. També col·labora en mitjans internacionals com la cadena japonesa J Sports, on és el corresponsal de la Lliga. A banda, escriu periòdicament textos històrics al portal Fot-li Pou des de la seva creació.
Especialitzat a unir la informació esportiva amb la política i la història, ha cobert tres Mundials en directe, una Copa Amèrica al Perú i diferents finals de la Lliga de Campions o l'Europa League.
El 2014 va publicar Brasil 50, el seu primer llibre, amb l'editorial Contra, on explicava històries vinculades amb el Mundial del 1950. El 2017 va escriure el segon, Atlas de una pasión esférica, amb GeoPlaneta. A més, forma part del grup de periodistes que participa en el projecte de Relats solidaris amb causes benèfiques.
El 2014 va començar a donar classes a la Fundació Blanquerna dins del Màster en Comunicació Esportiva. El 2016, la seva ciutat el va premiar amb el Premi Memorial Joaquim Gorgori al periodisme sabadellenc.

## Llibres publicats
- Brasil 50. Retratos del Mundial del Maracanazo (2014, Contra):[15] ISBN 978-84-942167-1-8
- Atlas de una pasión esférica (2017, GeoPlaneta):[16] ISBN 978-84-08-17280-2

## Premis i guardons
- 2016: Premi Memorial Joaquim Gorgori de periodisme.